# Radar quantique
Le radar quantique est une technique de télédétection en développement basée sur des effets de mécanique quantique, tels que le principe d'incertitude ou l'intrication quantique. De manière générale, un radar quantique peut être vu comme un appareil fonctionnant dans le domaine des hyperfréquences qui exploite les caractéristiques quantiques du faisceau et/ou de la détection des échos pour surpasser son homologue classique. Il s'agit de noter l'état quantique du faisceau émis et le comparer avec celui des échos retournés par interférométrie au niveau du récepteur (fortement liée au protocole d'illumination quantique). Ouvrir la voie à un prototype technologiquement viable d'un radar quantique implique la résolution d'un certain nombre de défis expérimentaux.

## Principe

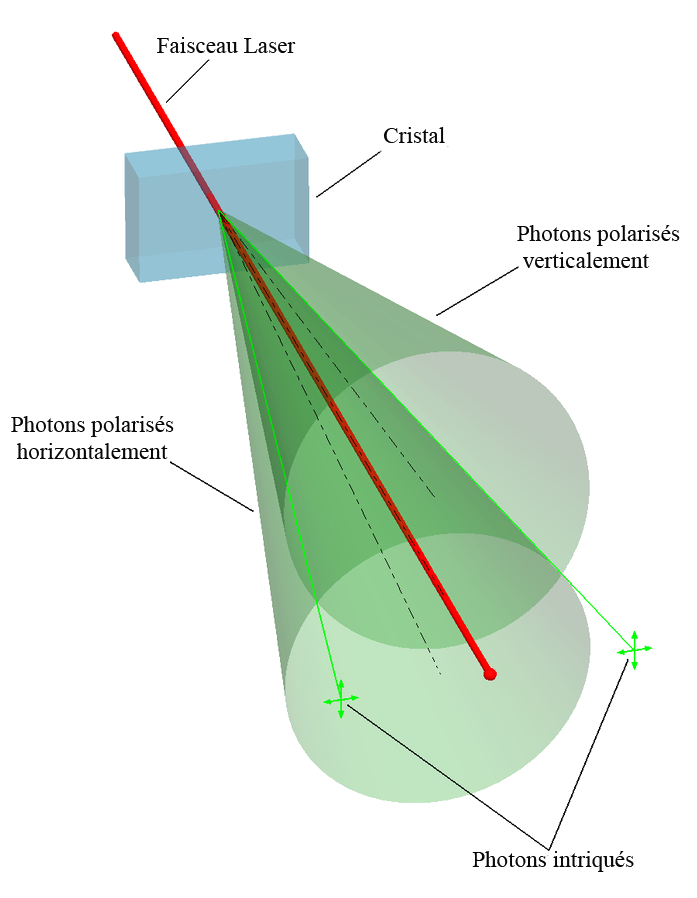
Vue d'artiste d'un système de génération de deux photons intriqués.

Le principe général du radar est l'émission d'ondes de longueur d'onde allant du millimètre au mètre et l'écoute des ondes réfléchies pour la détection d'un objet dans le volume sondé. L'écho doit être suffisamment intense pour être détectable par rapport au bruit de fond et aux échos parasites. Il existe divers systèmes électroniques pour extraire ce signal dans le récepteur et le signal initial peut être codé pour mieux le reconnaître. Le radar quantique est une solution pour les échos qui sont sous le seuil détectable par les radars conventionnels.
Un concept de radar quantique a été proposé en 2015 par une équipe internationale, basé sur le protocole d'illumination quantique gaussienne,. Il s'agit de créer un flux de photons dans la gamme visible et de le diviser en deux. Le premier flux, le « faisceau », passe par une conversion en fréquences micro-ondes d'une manière qui préserve l'état quantique d'origine. Il est ensuite envoyé et reçu comme dans un système radar normal. Lorsque le signal réfléchi est reçu, il est reconverti en photons visibles et comparé à l'autre moitié du faisceau d'origine, le « faisceau témoin ».
Bien que la plus grande part de l'intrication quantique d'origine soit perdue, en raison de la décohérence quantique lorsque les micro-ondes se déplacent vers les cibles et en reviennent, il restera encore suffisamment de corrélations quantiques entre le signal réfléchi et le faisceau témoin. En utilisant un schéma de détection quantique approprié, le système peut sélectionner uniquement les photons qui ont été initialement envoyés par le radar, filtrant complètement toutes les autres sources. Un radar quantique est cependant difficile à réaliser avec les techniques actuelles, même si un prototype expérimental préliminaire a été réalisé.

## Histoire
Un concept a été proposé en 2005 par l'entrepreneur de défense Lockheed Martin dont le brevet fut accordé en 2013,. Le but était de créer un système radar fournissant une meilleure résolution et des détails plus élevés que le radar classique pourrait fournir. Cependant, aucun avantage quantique ou meilleure résolution n'a été théoriquement prouvé par cette conception.
En 2015, une équipe internationale de chercheurs a montré la première conception théorique d'un radar quantique capable d'obtenir un avantage quantique par rapport à une configuration classique. Dans ce modèle de radar quantique, on considère la télédétection d'une cible à faible réflectivité imbriquée dans le fouillis radar avec des performances de détection bien au-delà de la capacité d'un radar micro-ondes classique.
En 2019, un protocole de radar quantique d'amélioration tridimensionnelle a été proposé. Il pourrait être compris comme un protocole de métrologie quantique pour la localisation d'une cible ponctuelle non coopérative dans un espace tridimensionnel. Il utilise l'intrication quantique pour obtenir une incertitude de localisation quadratiquement plus petite pour chaque direction spatiale que ce qui pourrait être obtenu en utilisant des photons indépendants et non enchevêtrés.

## Usage
Le radar quantique serait insensible au brouillage radar, qui est le moyen actuel de contourner les systèmes radar en diffusant des signaux de mêmes fréquences que celles utilisées par le radar, empêchant le récepteur de distinguer ses propres émissions du signal de brouillage radar ; ces systèmes ne peuvent pas savoir, même en théorie, quel était l'état quantique d'origine du signal interne du radar. En l'absence de telles informations, leurs diffusions ne correspondront pas au signal d'origine et seront filtrées dans le corrélateur. Les sources environnementales, comme le fouillis dû au échos de sol et les anges radar, seront également filtrées.
Les matériels quantiques sont encore limités à des portées très courtes, de l'ordre du mètre, suggérant plutôt des applications de balayage biomédical ou de surveillance proximale,,. Des projets sont en développement, dont :
- dans le Grand Nord canadien où les radars conventionnels subissent un fort bruit de fond des tempêtes géomagnétiques et des éruptions solaires[13]. La technique permettrait potentiellement aux opérateurs radar d’éliminer le bruit de fond important et d’isoler des objets, y compris des avions furtifs[9] ;
- en Australie  où selon un article de Defence Procurement International (14 avril 2019), et selon le professeur Andre Luiten (Institut de photonique et de détection avancée), des détecteurs fixes à base de magnétomètre quantique pourraient détecter tous les sous-marins en approche. Mais au vu des données disponibles, un détecteur unique ne couvre que quelques centaines de mètres[9] ;
- en Chine, le 21 juin 2017, un journal chinois a annoncé qu'à l'Institut des microsystèmes et des technologies de l'information de Shanghai, un chercheur (Pr Xiamong Xie) a réussi à construire un SQUID cryogénique réduisant le bruit et, qui se serait montré capable, à partir d'un hélicoptère, de détecter des objets ferreux profondément enterrés[9]. Un tel magnétomètre SQUID pourrait détecter un sous-marin à 6 kilomètres de distance, et selon David Caplin (Imperial College) en améliorant la suppression du bruit, la portée pourrait être encore bien plus grande.

La course à la furtivité concerne aussi les sous-marins (ex : le bruit des sous-marin d'attaque de classes Virginia ou Seawolf ne dépasse que de cinq décibels le bruit de fond océanique moyen, et des sous-marins suédois (« à propulsion indépendante de l'air »), moins chers, ont aussi réussi à passer inaperçus de porte-avions américains lors d'exercices).
Les contre-mesures progressent aussi, grâce à des sonars basse fréquence ultrasensibles, des capteurs optiques satellitaires avancés, associés à une intelligence artificielle brassant de grandes quantités de données pour isoler les bruits pertinents du bruit de fond. La Chine travaillerait aussi sur un laser satellite capable de détecter des engins immergés jusqu'à 500 m de profondeur et divers types de « radar quantique » ; les capteurs et communicateurs quantiques, encore très limités en cohérence et portée, pourraient peut être bientôt apparaitre et être insensibles aux « profils furtifs » d'engins.